# Ron Baker
Ronald Delaine "Ron" Baker (Hays, Kansas, 30 de marzo de 1993) es exbaloncestista estadounidense que disputó 3 temporadas en la NBA. Con 1,93 metros de estatura, jugaba en la posición de escolta.

## Trayectoria deportiva

### Universidad
Jugó cuatro temporadas con los Wichita State Shockers de la Universidad Estatal de Wichita, en las que promedió 13,2 puntos, 4,2 rebotes y 2,8 asistencias por partido. Fue incluido en sus tres últimas temporadas en el mejor quinteto de la Missouri Valley Conference, y en 2016 además en el mejor quinteto defensivo de la conferencia.

### Profesional
Knicks

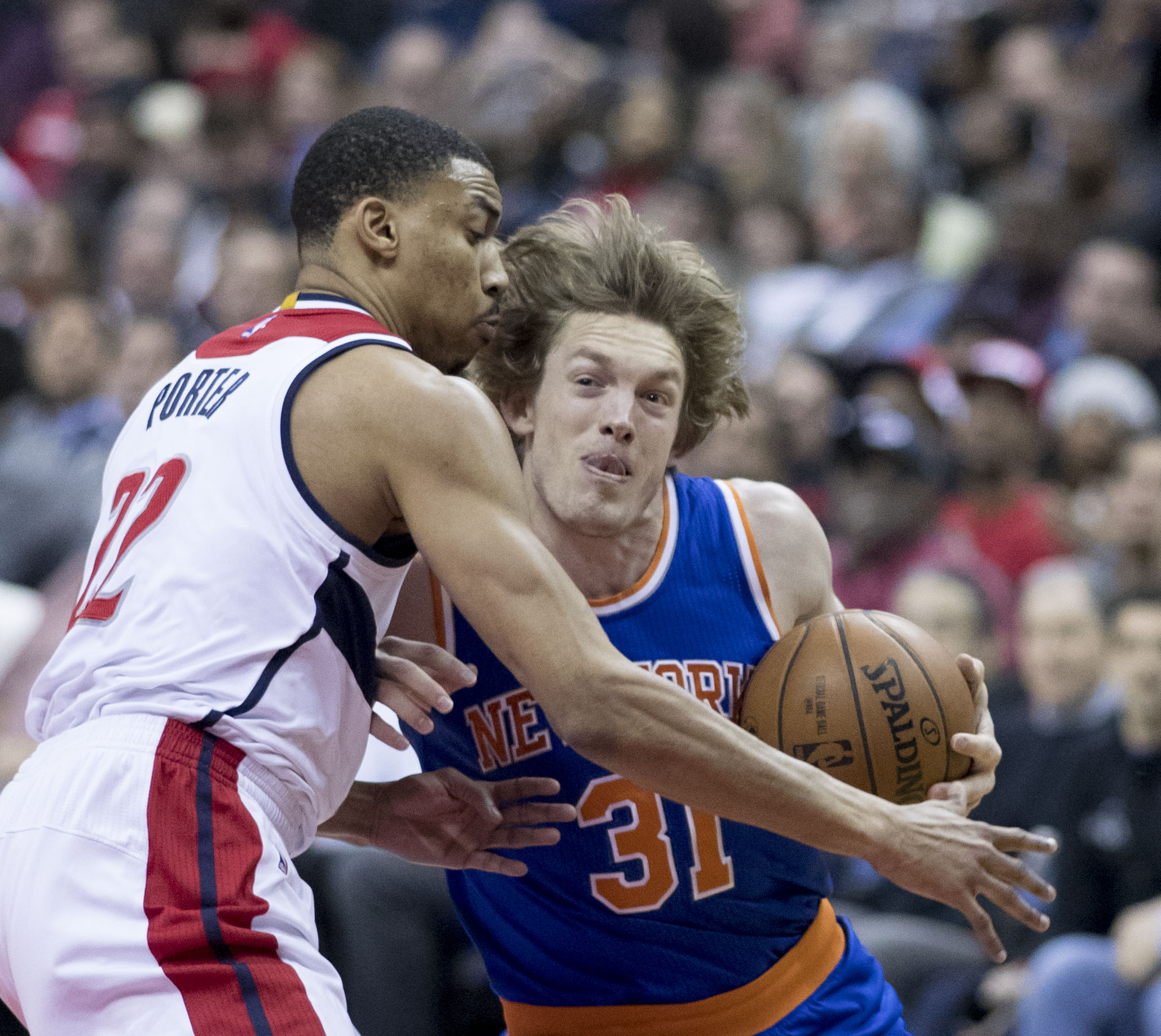
Baker con los Knicks en 2017.

Tras no ser elegido en el Draft de la NBA de 2016, participó en las ligas de verano de la NBA con los New York Knicks, equipo con el que firmó contrato el 1 de agosto. En su primera temporada, alterna encuentros con el filial de la G League los Westchester Knicks.
El 7 de agosto de 2017, firma por otra temporada con los Knicks. El 5 de febrero de 2018, fue descartado para el resto de la temporada, después de que se determinara que debía ser operado del hombro derecho. Comenzó su tercera temporada con los Knicks, pero fue cortado el 13 de diciembre de 2018.
Wizards
El 20 de diciembre de 2018 firmó contrato con los Washington Wizards. Pero fue cortado el 7 de enero de 2019 tras 4 encuentros.
CSKA
El 1 de agosto de 2019, firma con el CSKA Moscow de la VTB United League. Tras una temporada, el 27 de mayo de 2020, se desvincula del equipo.

### Selección nacional
En 2015 fue convocado con la selección de Estados Unidos para disputar los Juegos Panamericanos de Toronto, torneo en el que acabaron ganando la medalla de bronce. Baker promedió 8,0 puntos por partido, y fue el jugador con más robos de balón, con 8. Fue decisivo en el partido por el tercer puesto al conseguir deshacer la ventaja al descanso de 21 puntos que contaba la selección de República Dominicana.

### Retirada
En mayo de 2021, durante un episodio de Inside TBT, el podcast oficial del torneo veraniego The Basketball Tournament (TBT), Baker anunció que se retiraba del baloncesto. Dijo al entrevistador que había sido operado de la cadera mientras estaba en Europa, y que quería seguir adelante con su vida, con la esperanza de entrar en el mundo de los negocios. Ahora es general manager de los AfterShocks, un equipo TBT creado con alumnos de la zona Wichita en 2021. Baker también recalcó que no jugaría en esta ni en ninguna otra edición del TBT.
En agosto de 2021, Baker fue nombrado director de proyectos en el departamento de estrategia y desarrollo empresarial de un centro médico, el Ascension Via Christi, en Wichita (Kansas).

## Estadísticas de su carrera en la NBA

### Temporada regular
| Año     | Equipo     | PJ | PT | MPP  | %TC  | %3P  | %TL  | RPP | APP | ROB | TPP | PPP |
| ------- | ---------- | -- | -- | ---- | ---- | ---- | ---- | --- | --- | --- | --- | --- |
| 2016-17 | New York   | 52 | 13 | 16.5 | .378 | .267 | .651 | 1.9 | 2.1 | .7  | .2  | 4.1 |
| 2017-18 | New York   | 29 | 1  | 13.3 | .339 | .333 | .769 | 1.0 | 1.6 | .9  | .2  | 2.4 |
| 2018-19 | New York   | 11 | 0  | 9.7  | .250 | .111 | .833 | .6  | 1.2 | .5  | .0  | 1.3 |
| 2018-19 | Washington | 4  | 0  | 11.3 | .000 | .000 | –    | 1.0 | .5  | .3  | .3  | .0  |
| Total   | Total      | 96 | 14 | 14.5 | .358 | .265 | .707 | 1.4 | 1.8 | .7  | .2  | 3.1 |